# إيفا نوفاك
إيفا نوفاك (بالإنجليزية: Eva Novak) هي ممثلة أمريكية، ولدت في 14 فبراير 1898 بسانت لويس في الولايات المتحدة، وتوفيت في 17 أبريل 1988 في الولايات المتحدة بسبب ذات الرئة.

## وصلات خارجية
- إيفا نوفاك على موقع IMDb (الإنجليزية)
- إيفا نوفاك على موقع ألو سيني (الفرنسية)
- إيفا نوفاك على موقع أول موفي (الإنجليزية)
- إيفا نوفاك على موقع قاعدة بيانات الأفلام السويدية (السويدية)
- إيفا نوفاك على موقع قاعدة بيانات الفيلم (الإنجليزية)
- إيفا نوفاك على موقع كينوبويسك (الروسية)